# Риверс, Джонни
Джо́нни Ри́верс (англ. Johnny Rivers, настоящее имя John Henry Ramistella; род. 7 ноября 1942) — американский певец, автор-исполнитель, гитарист, музыкальный продюсер.

## Биография
Известен главным образом как рок-звезда 1960-х годов. В то время создал себе имя в качестве белого рок-н-ролльщика, поющего и играющего на гитаре
Стал известен в 1964 году, когда издал альбом At the Whisky à Go Go (с живым выступлением певца в ночном клубе «Whisky a Go Go»), который был замечен слушателями и пользовался большим успехом. Сингл с этого альбома «Memphis» (кавер на песню Чака Берри) достиг второй строчки Горячей сотни «Билборда».
Пиком коммерческого успеха исполнителя стал 1966 год, когда после очередного кавера, — «(I Washed My Hands in) Muddy Water», — попавшего в первую двадцатку, певец выпустил синглом песню «Poor Side of Town» собственного сочинения. Она достигла первого места Горячей сотни «Билборда». Среди синглов Риверса того периода песня выделялась очень «продюсированным» звуком: в ней певцу подпевал хор, а также были наложены струнные. 
Ранее в том же году Риверс достиг 3-го места в чарте с песней «Secret Agent Man», записанной им для американских открывающих титров британского шпионского телесериала «Опасный человек» (в США сериал назывался «Secret Agent» и демонстрировался с 1964 по 1968 годы).

## Дискография
См. статью «Johnny Rivers discography» в англ. разделе.